# Endocoxelus variegatus
Endocoxelus variegatus là một loài bọ cánh cứng trong họ Zopheridae. Loài này được Waterhouse miêu tả khoa học năm 1876.